# My Life Me
My Life Me è una serie animata canadese creata da Little JC, Cindy Filipenco e Svetlana Chmakova. La sua produzione è affidata a TV-Loonland, CarpeDeim TV and Film e Classic Media.

## Trama
La serie si presenta sotto forma di manga giapponese e parla di una teenager, Birch, che sogna di diventare una disegnatrice di manga professionista e che frequenta il liceo insieme a un gruppo di amici molto affiatati.

## Personaggi principali
- Birch Small (in francese: Béa Petit), voce originale di Sarah Camacho (Episodi 1–34) e Cristine Prosperi (Episodi 35–52), italiana di Veronica Puccio.

La nuova arrivata in città che ama anime e manga. È brava a disegnare e vorrebbe visitare il Giappone (soprattutto Tokyo). Ha un gatto di nome Neko e un diario segreto, inoltre è innamorata di Raffi e spesso discute con l'amica Sandra. È la cugina di Liam; litigano spesso ma in fondo si vogliono bene e sono sempre pronti per aiutarsi.
- Liam Coll, voce originale di Mark Hauser, italiana di Mattia Nissolino.

Il cugino quattordicenne di Birch. È un po' sfortunato e impulsivo e non è bravo con le ragazze. In vari episodi dimostra avere una cotta per Sandra. Considera facili da capire le ragazze, tanto che in un episodio darà a tutti i ragazzi consigli di cuore letti su una rivista (ma ovviamente la cosa gli si ritorcerà contro).
- Sandra le Blanc, voce originale di Stephanie Buxton, italiana di Letizia Ciampa.

La nuova amica di Birch che ha forti tendenze tsundere. Adora andare sullo skate, e tiene di nascosto un video-diario segreto. Sembra una ragazza che bada poco ai sentimenti, ma in realtà è una buona amica e in un episodio si prenderà una cotta per un ragazzo che risulterà un infedele.
- Raffi Rodriguez, voce originale di Justin Bradley, italiana di Daniele Giuliani.

È il migliore amico di Sandra e Liam. Piace a molte ragazze, anche se la sua preferenza va nei confronti di Birch. Fin da bambino sogna di avere una moto giocattolo, e in un episodio riuscirà poi ad ottenerla.
- Mr. Towes, voce italiana di Emiliano Coltorti.

È uno dei professori del liceo. È spesso lui a lanciare sfide o a dare utili consigli ai ragazzi.
- Lulù, voce italiana di Francesca Rinaldi.